# Sara Nazarbajewa
Sara Ałpyskyzy Konakaj po mężu Nazarbajewa (kaz. Сара Алпысқызы Қонақай (Назарбаева); ur. 12 lutego 1941 w Kyzyłżar) – pierwsza dama Kazachstanu i żona Nursułtana Nazarbajewa.

## Praca z dziećmi
Nazarbajewa jest prezesem międzynarodowej fundacji dla dzieci Böbek, którą założyła w lutym 1992 roku, kilka miesięcy po ogłoszeniu niepodległości Kazachstanu. Organizacja ma na celu zapewnienie opieki matkom i ich dzieciom, nadzór nad domami dziecka i sierocińcami i zapewnienie wyposażenia szkół. Udziela także pomocy uzdolnionym dzieciom z rodzin o niskich dochodach i współpracuje z systemem opieki zdrowotnej nad dziećmi.

## Odznaczenia
- Order „Przyjaźń” I klasy (Kazachstan, 2001)[4]